# Thies Schulze
Thies Schulze (* 1972) ist ein deutscher Historiker.
Schulze studierte Geschichte und Italienisch an der Freien Universität Berlin und absolvierte Auslandssemester an der Princeton University (USA) und der Università degli Studi Siena (Italien). Er wurde 2002 an der TU Berlin promoviert. Er war von Februar 2008 bis April 2016 Leiter des Forschungsprojekts Universaler Anspruch und nationale Identitäten. Die Haltung des Vatikans zu Nationalitätenkonflikten in der Zwischenkriegszeit des Exzellenzclusters „Religion und Politik“ an der Universität Münster. Er arbeitet seitdem als Akademischer Oberrat am Institut für Geschichtswissenschaft der Universität Bonn, an der er sich 2015 habilitierte.
Schulzes Forschungsschwerpunkte sind die deutsche und italienische Geschichte sowie die Geschichte des Katholizismus und der katholischen Kirche.
Thies Schulzes Vater ist der Neuzeithistoriker Hagen Schulze.

## Schriften (Auswahl)
- Katholischer Universalismus und Vaterlandsliebe. Nationalitätenkonflikte und globale Kirche in den Grenzregionen Ostoberschlesien und Elsass-Lothringen, 1918–1939 (= Veröffentlichungen der Kommission für Zeitgeschichte. Reihe B: Forschungen. Band 138). Schöningh, Paderborn 2021, ISBN 978-3-506-79270-9.
- Unter Mitarbeit von Christian Müller: Grenzüberschreitende Religion. Vergleichs- und Kulturtransferstudien zur neuzeitlichen Geschichte. Vandenhoeck & Ruprecht, Göttingen/Bristol, Conn. 2013, ISBN 978-3-525-31021-2.
- Dante Alighieri als nationales Symbol Italiens. (1793–1915). Niemeyer, Tübingen 2005, ISBN 3-484-82109-4.